# Strip
Stríp je verbalno-vizualni medij, sestavlja ga zaporedje sličic, ki se nizajo v pasice, besedilo je v oblačkih. Je medij med slikanico in risanko, njegov vznik je povezan z razmahom časopisja za množičnega bralca, temelji na zgodbenem in likovnem poenostavljanju. 

## Zgodovina
Na Japonskem je v 18. stoletju v lesorezu prenašal ljudsko izročilo, tj. legende, mite in junaške zgodbe. V Evropi se je pojavil v 19. stoletju. Razrasel se je v začetku 20. stoletja skupaj s časopisjem. Za prvi strip velja Yellow Kid (Rumeni deček) avtorja Richarda Outcoulta v ameriškem časopisu World leta 1895. Gre za kratko realistično zgodbo z otroškim junakom. Pomembni tovrstni stripi so Garfield, Peanuts, Dilbert. Nastanek stripa sovpada z nastankom filma; medija vplivata drug na drugega in si izposojata tehnične postopke. 
Med svetovnima vojnima glavna oseba postane pravi junak. Zgledi so Superman, The Spirit, Batman, Kapitan Amerika, Green Lantern, Aquaman, Wonder Woman, Flash, Miki Miška, Racman Jaka. Nekateri stripi vključujejo osebe in dogodke iz zgodovine, npr. v stripu Kapitan Amerika junak pretepe Adolfa Hitlerja. V 1930. letih strip iz časopisnega podlistka, ki je bil dotlej glavni prostor njegovih objav, dozori do samostojnih objav v obliki broširanih snopičev, pozneje pa tudi do knjižnih izdaj v trdih platnicah. V 1970. letih se s področja produkcije za mladino strip razširi tudi med odrasle, odpre politične in seksualne teme in preizkuša alternativne grafične izrazne možnosti. 

## Znani stripi in njihovi junaki
Zaradi nezahtevnega jezika, jasno izražene teme in bralcu prijazne kratke zgodbe je imel strip pomembno mobilizacijsko funkcijo med drugo svetovno vojno. Popularni junaki so bili Tarzan (1929), Superman (1938), Batman (1939), Spider-Man (1962), Asterix in Obelix, Srečni Luka (Lucky Luke), Snoopy, Crumb, Tintin idr. Po drugi svetovni vojni junaki sodelujejo v ekipi: Fantastični štirje, Maščevalci, Liga pravice. Naslednji trend je vračanje v realizem. Pojavljajo se vsakdanji liki z realnimi težavami ali superjunaki z vsakdanjimi težavami, npr. narkomani, pojavijo se celo superjunaki kot predstavniki manjšine in njenimi identitetnimi težavami. 
Tri glavne stripovske šole so ameriška (Disney in superheroji), francosko-belgijska, ki je bolj realistična (Asterix), in japonska (manga). 
Walt Disney je z Ubom Iwerksom ustvaril Miki Miško (Mickey Mouse) (1930) in Racmana Jako (Donald Duck) (1938) ter številne druge like, upodobljene tudi v animiranih filmih. 
Zaradi cenejše produkcije v primerjavi s filmom je postal strip prostor avtorskega izražanja. Avtorski strip je pomemben segment stripovske produkcije. Po osebnem slogu je prepoznaven tudi Disneyev strip. Založbe izdajajo večja stripovska dela pod imenom grafični romani. Junaki so danes vedno bolj vsakdanji, superjunaštvo je lahko celo ovira. Med avtorji izstopata na primer Frank Miller (Daredevil, 300, Sin City, Elektro) in Harvey Pekar.
Japonski strip (manga) se ponaša z najrazličnejšimi stripovskimi žanri za vse vrste bralcev in za vse možne teme. Zaradi ekonomične proizvodnje so cene stripov razumnejše, cele serije stripov izhajajo v trdih platnicah. Mango za odrasle kritizirajo zaradi občasno eksplicitnega nasilja in spolnosti. Pomemben avtor mange je Osamu Tezuka (1928–1989). 
V Evropi je za razvoj stripa pomembna francosko-belgijska produkcija (Asterix avtorjev Uderza in Goscinnyja). Junak britanskega stripa je Judge Dredd, stripom so sprva rekli funnies 'smešnice', ker imajo vir v karikaturah. Poznani italijanski stripovski junaki so Alan Ford, Corto Maltese, Dylan Dog, Maxmagnus, Kapetan Miki, Zagor, Tex Willer, Martin Mystère, Mister No, v Jugoslaviji je za njihove prevode skrbel Politikin zabavnik. Inovativna skupina hrvaških striparjev je poznana pod imenom Novi kvadrat.

## Slovenski strip in njegovi ustvarjalci
Predhodnik slovenskega stripa je Hinko Smrekar s svojimi knjižnimi ilustracijami, za začetnika slovenskega stripa velja Milko Bambič s stripom (Bu-Ci-Bu) v tržaškem časopisu Edinost leta 1927. 1943 so v partizanski tiskarni Urška v Rogu tiskali mladinsko revijo Slovenski pionir s stripom Tonček pripoveduje Mitje Vošnjaka in risarja Iveta Šubica, ki so ga nekoč navajali kot prvi slovenski strip. Najbolj znani stripovski avtor je  Miki Muster, ki je ustvarjal v letih 1952–1973, njegovi junaki so lisjak Zvitorepec, volk Lakotnik, želvak Trdonja. Sledili so Saša Dobrila (Mačji grad), Marjan Amalietti (Maruška potepuška), Bine Rogelj (nagajivi mucek v Cicibanu), Aco Mavec (Tonček Bontonček), Matjaž Schmidt (Erlšpik), Božo Kos (Kavboj Pipec in Rdeča pesa, Mihec), Marjan Manček. V 1970. letih strip ni več samo otroški in mladinski medij: Kostja Gatnik (Magna Purga, 1977), stripi v Mladini (Tomaž Lavrič, Zoran Smiljanić, Dušan Kastelic, Gorazd Vahen, Gregor Mastnak, Milan Erič) - Diareja; Damijan Sovec s Simulacijo kaosa in Prvo petletko idr. Prva slovenska revija, posvečena zgolj stripom, je bila Zvitorepec (1966–73), sledil je Stripburger (od 1992). Danes strip posega tudi na področje politične karikature (Tomkaž Lavrič: Sokol in golobica), v zgodovinske pripovedi (grafični roman Zorana Smiljanića Meksikajnarji) in stvarno literaturo (Jakob Klemenčič s stripom o življenju Alme Karlin). Stripe rišejo še Izar Lunaček, Ciril Horjak (Dr. Horowitz), Gašper Kranjc, Marko Kociper idr.

### Slovenski risani romani po literarnih predlogah
- Iztok Sitar: Štiri tisoč: Politična melodrama (po predlogi romana 4000 Ivana Tavčarja, 2001)
- Marko Kociper in Andrej Rozman Roza: Strip je že v redu, mama (2010)
- Stane Kren in Andrej Rozman Roza: Miša, mastna past (2001)
- Andrej Rozman Roza in Ciril Horjak: Passion de Pressheren (2010)
- Andraž Polič in David Krančan: Na prvem tiru (2008)
- Matej de Cecco: Deveta soba (po zgodbah Vinka Möderndorferja, 2008)
- Damijan Stepančič:  Čarovnikov vajenec (2010, po romanu Evalda Flisarja)
- Evald Flisar: Alica v nori deželi (ilustrirala Pšena Kovačič, 2010)

## Pretvorba stripa v film
Strip, ki gradi zgodbo s podobami in minimalnim tekstom, je v poznih sedemdesetih letih 20. stoletja postal vir filmskih scenarijev ob vedno bolj razviti tehnologiji specialnih efektov. Prvi uspešni filmski superjunak je bil Superman režiserja Richarda Donnerja. Stripovski junaki so dobili svoje risanke in se pri tem naslanjali na tehnologijo japonske mange, ki je prav tako pričela uporabljati risane filme za akcijo. Nastale so uspešne filmske realizacije uspešnih stripov (film o Batmanu, 1989, Ninja želve), a tudi nekaj neuspešnih serij (Spider-man, Kapitan Amerika). Vedno boljša tehnologija je risanko uveljavila kot pomemben segment filmske industrije. V film so pretvorili tudi pomembne modernejše stripe, npr. Alana Moora in filma V kot vroče maščevanje in Varuhi.